# هجرة السردين

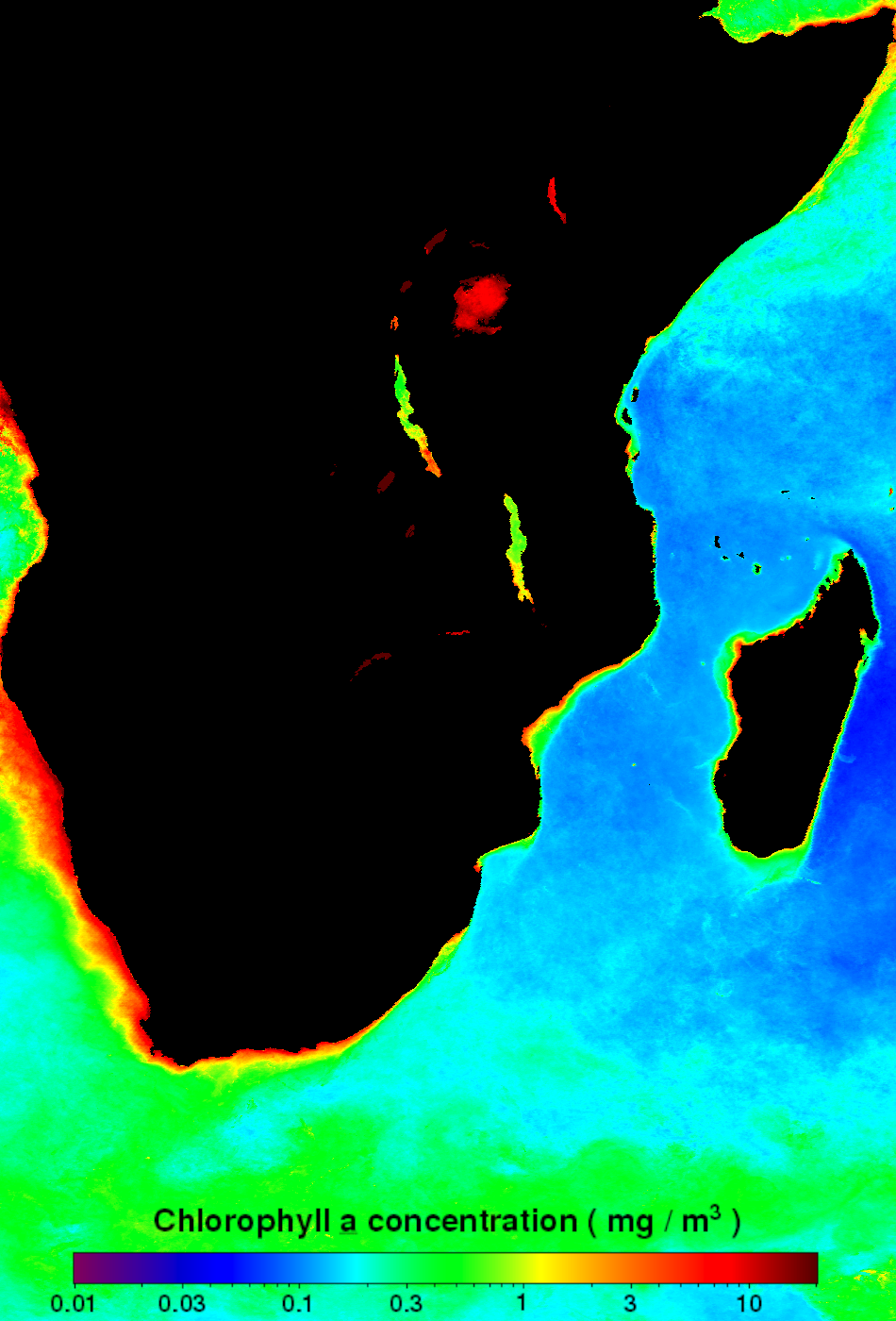
خريطة لتيار أجولهاس مُلتقطة من ناسا تُظهر مستويات الإنتاج للسردين عام 2009.

هجرة السردين (وتسمى بالإنجليزية Sardine Run أي هروب السردين) هي ظاهرة تحدث في سواحل أفريقيا الجنوبية ما بين شهري مايو ويوليو من كلّ عام حيث تقوم مليارات أسماك السردين (وتحديدا السردين الجنوب أمريكي Sardinops sagax) بوضع بيوضها في مياه ضفة أجولهاس الباردة ثم تسبح بمحاذاة الشاطئ الشرقي لجنوب أفريقيا باتجاه موزمبيق عندما يكون تيار المياه الباردة متجه شمالا تهاجر، وأخيرا تترك الشريط الساحلي وتتجه شرقا إلى المحيط الهندي.
هناك شحّ في المعلومات عن هذه الظاهرة. لكن، يقدر الباحثون بأن حجم الهجرة هذه تعادل، من الناحية الحيوية، حجم هجرة النو العظيمة في شرق أفريقيا. ويرَجح بأن حرارة الماء يجب أن تقل عن 21°م لتبدأ الهجرة. في بعض الأحيان يؤجل أو يلغي السردين هجرته إما بسبب درجة حرارة المياه أو لأسباب أخرى كالذي حدثت في عام 2003 حيث لم يهاجر السردين للمرة الثالثة خلال 23 سنة، لكنها عادت بشكل جيد في عام 2005، ثم غابت في 2006 مرة أخرى.
يزيد حجم أسراب السردين في هذه الرحلة عن 7 كم طولاً، 1.5 كم عرضاً، و30 متر عمقاً، ويمكن رؤيتها بوضوح من طائرات المراقبة أو من سطح الماء. ويتجمع السردين بهذه الطريقة عندما يتهدده خطر ما، وهي غريزة دفاعية تقلل من احتمالية افتراس السمك الفرادا.

## أسباب الهجرة

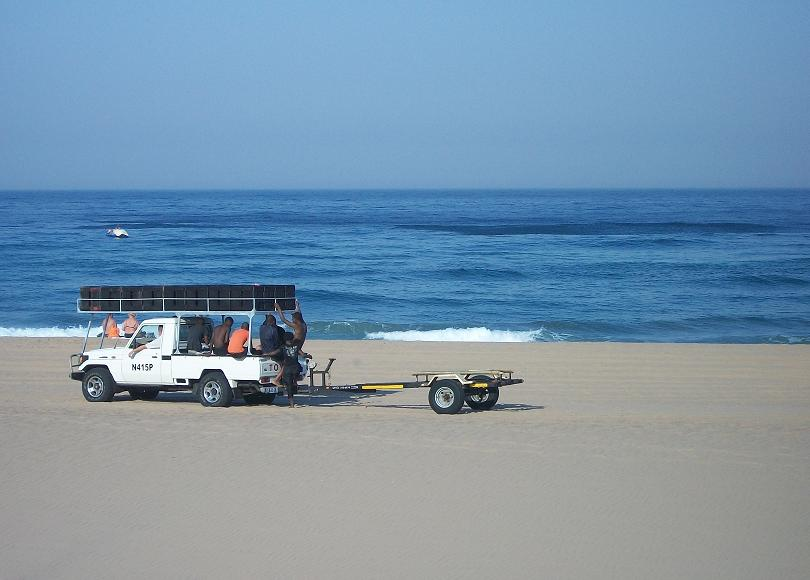
الاصطياد من سرب سردين (البقعة السوداء في المياه) في أمانزيمتوتي، جنوب أفريقيا.

لا تزال هجرة السردين مبهمة من الناحية البيئية. لذلك، ظهرت عدة نظريات، بعضها متناقض، تحاول تفسير سبب وكيفية حدوث هذه الهجرة.
وبحسب تفسير حديث، فمن الأرجح أنها هجرة تكاثر موسمي لجماعة فرعية من السردين متميزة وراثياً التي تتحرك على طول الساحل من الضفة الشرقية أغولهاس إلى ساحل كوازولو ناتال في معظم، إن لم يكن في كل، الأعوام.
ينحصر مسار الهجرة للمياه الساحلية بسبب تفضيل السردين للمياه الباردة وبسبب تيار أجولهاس القوي والدافئ الذي يسري بالاتجاه المعاكس لمسارها ويكون أقوى ما يكون عند حد المنحدر القاري. ويساعد شريط من مياه ساحلية باردة وتعرجات ناتال (Natal Pulses) والدوامات الانسلاخية أسراب السردين على تخطي المتطلبات البيئية لها. وتزيد أهمية هذه العوامل المساعدة كلما اضمحل المنحدر القاري.
ويشير بيض السردين عند ساحل كوازولو-ناتال إلى أن السردين يمضى هناك عدة أشهر، حيث غالبا ما تكون رحلة العودة ما بين أواخر الشتاء إلى الربيع غير ملحوظة. ولعل ذلك يعود لكون السردين يسبح على عمق أكبر حيث المياه أبرد منها عن السطح.
وكما ذكر آنفا، فقد لا تشاهد هذه الهجرة في بعض السنوات. وقد يكون سبب ذلك ارتفاع درجات الحرارة و/أو لمعيقات هيدروغرافية. كما يمكن أن تكون الهجرة قد حدثت ولكن في منطقة أبعد وربما أعمق بسبب ظروف غير عادية.

## التأثيرات المحيطية
تهبط حرارة المياه القريبة من الساحل الجنوبي الشرقي لجنوب أفريقيا إلى ما بين 14 و 20°م، وهي الحرارة التي تفضلها أسماك السردين. بالرغم من ذلك، يمكن العثور على أسماك السردين على امتداد ساحل كوازول-ناتال حيث تزيد الحرارة عن 20°م. وعزت بعض النظريات هذه الظاهرة إلى وجود عوامل أخرى، بالإضافة إلى درجة الحرارة، تؤثر على وجود السردين في هذه المنطقة الدافئة؛ من هذه العوامل كثافة المفترسات لها في المنطقة.

### المناطق المحيطية عند ساحل كوازولو-ناتال
يضم ساحل كوازولو-ناتال مناطقا محيطية متنوعة تنتج عن تأثيرات بيئية مختلفة.
- يطغى على مياه المنحدر القاري عند للسواحل ما بين وسط وجنوب كوازولو-ناتال تيار أجولهاس الدافئ والتي تجري باتجاه الجنوبي الغربي. يبلغ متوسط حرارة هذه المنطقة 23°م وتزيد سرعة المياه غالبا عن 1 م/ثانية ضمن مسافة 5 كم من الشاطئ.
- يجري تيار أجولهاس في مسار محدد جدا لا يتغير، فالمجرى الرئيسي له يقع بمحاذاة حد الجرف القاري في أغلب الأحيان. وكون مياه هذا التيار دافئة، فإنها تجعل هذه المنطقة من الساحل غير مناسبة عادة لأسماك السردين.
- لا يبدو أن للرياح المحلية تأثيرا كبيرا على التيارات.
- يسبح السردين في المناطق الأقرب إلى الساحل أثناء رحلتها إلى الشمال. ومن غير المعروف إذا ما كانت تفضل هذه المنطقة لظروفها البيئية أم البيولوجية.
- يوجد دوامة مستديمة تعرف باسم دوامة دربان، في منطقة التقاء مياه تيار أجولهاس الدائمة بالجرف دافعة مياه الساحل من الجنوب إلى الشمال.
- أما الجزء الشمال من ساحل كوازولو-ناتال فهو أعرض (< 40 كم) من الجزء الجنوبي (حوالي 15 كم). وهذا يدفع مجرى تيار أجولهاس بعيدا عن الشاطئ مما يجعل خصائص التيارات في الجرف أكثر تغيرا. كما يبدو أن للرياح تأثير كبير في هذه المنطقة. فالرياح الشمالية الشرقية التي تهب محاذية للساحل وتلك الجنوبية الغربية تسبق تيارات المياه التي تجري في نفس اتجاهها بمعدل 18 ساعة. عادة تكون حرارة المياه أقل وكمية الغذاء أكثر في الجزء الشمال مما هي عليه في الجزء الجنوبي.
- لذلك، يبدو الساحل الشمالي بيئة أكثر ملائمة للسردين، ولكن من غير المعرف مدى استغلال السردين لهذه المنطقة.

قد تؤثر اختلافات هذه المناطق على توزيع السردين وحركته.

### الظروف المحيطية وتواجد السردين
وجد أن بعض الظروف المحيطية تفيد في تحديد الظروف التي تؤثر على تواجد السردين:
- لحرارة الماء علاقة عكسية قوية على تواجد السردين، وهو ما يتسق مع ما سلف من تفضيله لدرجة حرارة ضمن نطاق معين.
- كذلك، فلتيارات المحيط تأثير قوي. يفضل السردين المياه الهادئة، في حيث أن التيارات متوسطة سرعة المتجهة من الشمال إلى الجنوب لها تأثير سلبي كبير. وهذا الأمر متوقع كون هذه التيارات تخالف حركة السردين المتجهة شمالا.

ومن العوامل الأخرى المؤثرة على تواجد السردين:
- زيادة الضغط الجوي: يزداد تواجد السردين في الفترات ما بين الجبهات الباردة على طول ساحل كوازولو-ناتال. في هذه الفترات يكون الضغط معتدل والتيارات هادئة قرب الساحل.
- هيجان وعكورة الماء المصاحبة للجبهات الباردة تؤثر سلبا على تواجد السردين.
- اتجاه الرياح وسرعتها واتجاه التيارات وحرارة الهواء وتساقط الأمطار كلها تؤثر بشكل كبير على حرارة المياه السطحية وبالتالي على تواجد السردين. تؤدي الرياح الشمالية الشرقية والتيارات المتجهة من الشمال إلى الجنوب إلى انخفاض أكبر على درجات الحرارة.